# Okrutna Penelopa
Okrutna Penelopa je epizoda serijala Mali rendžer (Kit Teler) obјavljena u Lunov magnus stripu #206. Epizoda je premijerno u bivšoj Jugoslaviji objavljena u julu 1976. godine. Koštala je 8 dinara (0,44 $; 1,1 DEM). Imala je 83 strane. Izdavač јe bio Dnevnik iz Novog Sada. Naslovna stranica je reprodukcija Donatelijeve naslovnice za prethodnu svesku El Charro (#82).

## Originalna epizoda
Prvi deo epizode je premijerno objavljen u Italiji u svesci #84. pod nazivom Il deserto non perdona (Pustinja ne oprašta) koja u izdanju Cepima izašla u novembru 1970. godine. Koštala јe 200 lira (0,32 $; 1,27 DEM). Epizodu je nacrtao Francesko Gamba, a scenario napisao Andrea Lavezzolo.

## Kratak sadržaj
Prolog. Početak epizode daje kratku istoriju robovlasništva u Americi. Opisuje se dovođenja robova u Ameriku, njihova prodaja, te američki Građanski rat (1881-1886) koji se vodio za oslobođenje Afroamerikanca od robovskog statusa.
Kapetan utvrđenja rendžera daje Kitu i Frenkiju zadatak da odu u Misisipi da bi odneli dokumente povodom premeštanja jednog zatvorenika. Kapetan moli Kita da poseti njegovu sestru, udovicu Katarinu Sticknes. Tražeći put do njene kuće, Kit i Frenki nailaze na bračni par koji im kaže da na prvoj raskrsnici skrenu levo. Dok lutaju putem, pada mrak. Kitov konj se sapliće na postavljenu zamku, nakon čega Kita maskirana osoba, najverovatnije pripadnik KKK. Kit i Frenki uspevaju da se izvuku. Kita sada interesuje ko ga je napao i šta se dešava u ovom kraju.  Uskoro nailaze na veliku oronulu kuću u kojoj živi nepokretna starica. Ona im pruža gostoprimstvo preko noći. Njen sluga je ogroman Afroamerikanac koji ne govori. Kuća ima veliki broj prostorija, veoma je mračna i deluje kao da je iz priče E. A. Poa. Starica im se ne predstavlja ali kaže da je Katarina Stickness umrla.
U sred moći Kita i Frenkija bude zvuci. Kada izađu iz sobe na spratu i pogledaju na prizemlju se održava ples robova. Atmosfera je i dalje mračna, a robovi više liče na žive mrtvace. U jednom trenutku, iz druge prostorije izlazi nepoznata gospođa koja sada može da hoda. Kitu i Frenki gube svest i bude se ujutru u krevetu. Ponovo pretraže kuće, koja je sada potpuno prazna. Oni dolaze i nailaze na drugu kuću u kojoj živi Katarina Stickness. Kit i Frenki joj objašnjavaju da im je nepoznata gospođa rekla da je umrla, ali Katarina im objašnjava da je gospođa (koja se zove Penelopa Krejt) iz mračne kuće zapravo umrla.
Katarina im priča priču vezanu za Penelopu. Ona je bila udata za južnjačkog generala koji nije hteo da obustavi rat kada se Jug predao. Nastavio je da uništava gradove sve dok ga vojska severa nije zarobila a građani ga linčovali. Penelopa je jedno vreme živela sama i paralizovana, a onda je nestala. Saznalo se da Penelopa ima rođaku Abigejl koja se potom uselila u kuću sa svojim verenikom. Ali i njih dvoje su iznenada nestali pod neobjašmnjenim okolnostima.

## Reprize
U Italiji je ova epizoda reprizirana u poslednjem delu #42 edicije Edizioni If (str. 146-196), koja je izašla 14. oktobra 2015. Koštala je €8. U Hrvatskoj je ova sveska objavljena 18. februara 2021. pod nazivom Smrt bandita. Cena je bila 39,9 kuna (€5,25), a u Srbiji se prodavala za 450 dinara (3,8 €). Drugi deo epizode repriziran je u #43 pod nazivom Priča pobunjenika. U Srbiji do sada epizode Kita Telera nisu reprizirane.

## Vreme dešavanja
Radnja epizode dešava se deset godina posle američkog građanskog rata, što znači 1876. godine. (Ista godina radnje pominje se u epizodi Danhevnovi naslednici, kada je Kit imao 15 godina.)

## Prethodna i naredna sveska Malog rendžera u LMS
Prethodna epizoda Malog rendžera nosila je naziv Trenutak istine (LMS202), a naredna Spas iz katakombe (LMS207).
- Mali rendžer #42 Smrt bandita u kojoj je reprizirana ova epizoda u izdanju Ludensa, 2021. Autor naslovnice: Massimo Rotundo, 2015.